# Oxyacanthus incohatus
Oxyacanthus incohatus är en insektsart som beskrevs av De Lotto 1971. Oxyacanthus incohatus ingår i släktet Oxyacanthus och familjen ullsköldlöss. Inga underarter finns listade i Catalogue of Life.